# Stanisław Morgenstern
Stanisław Morgenstern (1806 Krakov – 18. ledna 1880) byl rakouský římskokatolický duchovní a politik polské národnosti z Haliče, v 2. polovině 19. století poslanec Říšské rady.

## Biografie
Působil jako římskokatolický farář v Odporyszówě. Jeho rodiče pocházeli z Uherska, kde vlastnili šlechtické statky. Stanisław studoval ve Lvově, v Uhersku (včetně území dnešního Slovenska). V roce 1831 byl v Přemyšli (v domovském Tarnowě byl totiž tehdy uprázdněný biskupský úřad) vysvěcen na kněze, působil jako kaplan, vikář v Cošni a při katedrále v Tarnowě. V roce 1846 se podílel na polském povstání a byl pak po 25 měsíců vězněn. Po propuštění se odebral na proboštství Lisia Góra. 31. března 1849 byl jmenován proboštem v Żabnie-Odporyszówě a zde působil až do své smrti. Byl aktivním správcem svého úřadu, zasadil se o opravu kostela a výstavbu četných kaplí. Za zásluhy ho biskup Józef Alojzy Pukalski jmenoval četným kanovníkem při katedrále v Tarnowě.
Po obnovení ústavní vlády se zapojil i do politiky. Od roku 1861 byl poslancem Haličského zemského sněmu. Zemský sněm ho roku 1861 delegoval i do Říšské rady (tehdy ještě volené nepřímo) za Halič (kurie venkovských obcí, obvod Dąbrowa). 11. května 1861 složil slib. K roku 1861 se uvádí jako farář, bytem v Odporyszówě. Zemský sněm ho do Říšské rady opětovně delegoval roku 1867. Rezignoval v roce 1869 během přestávky mezi IV. a V. zasedáním sněmovny.

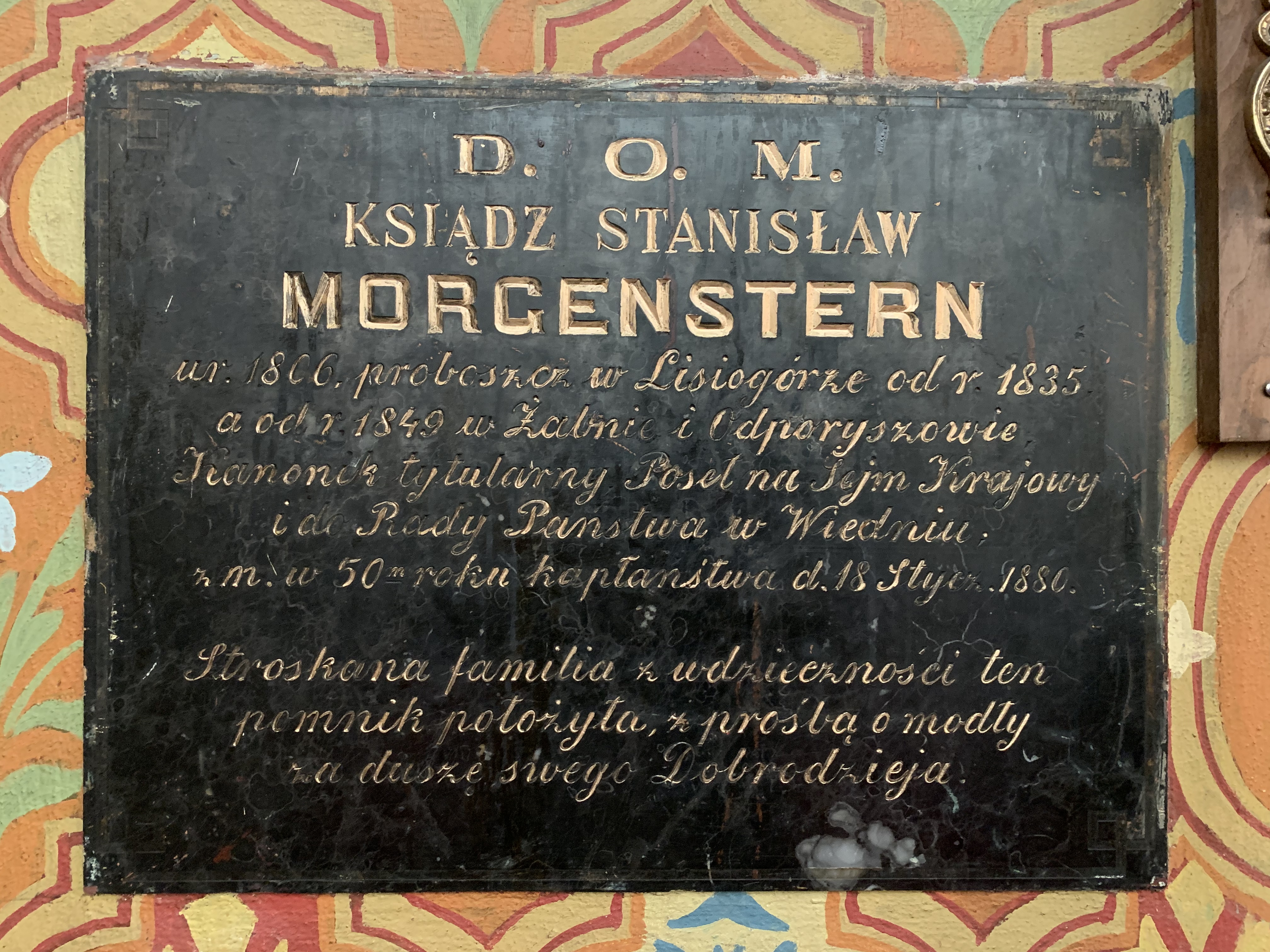
Pamiątkowa tablica w prezbiterium Kościoła w Odporyszowie

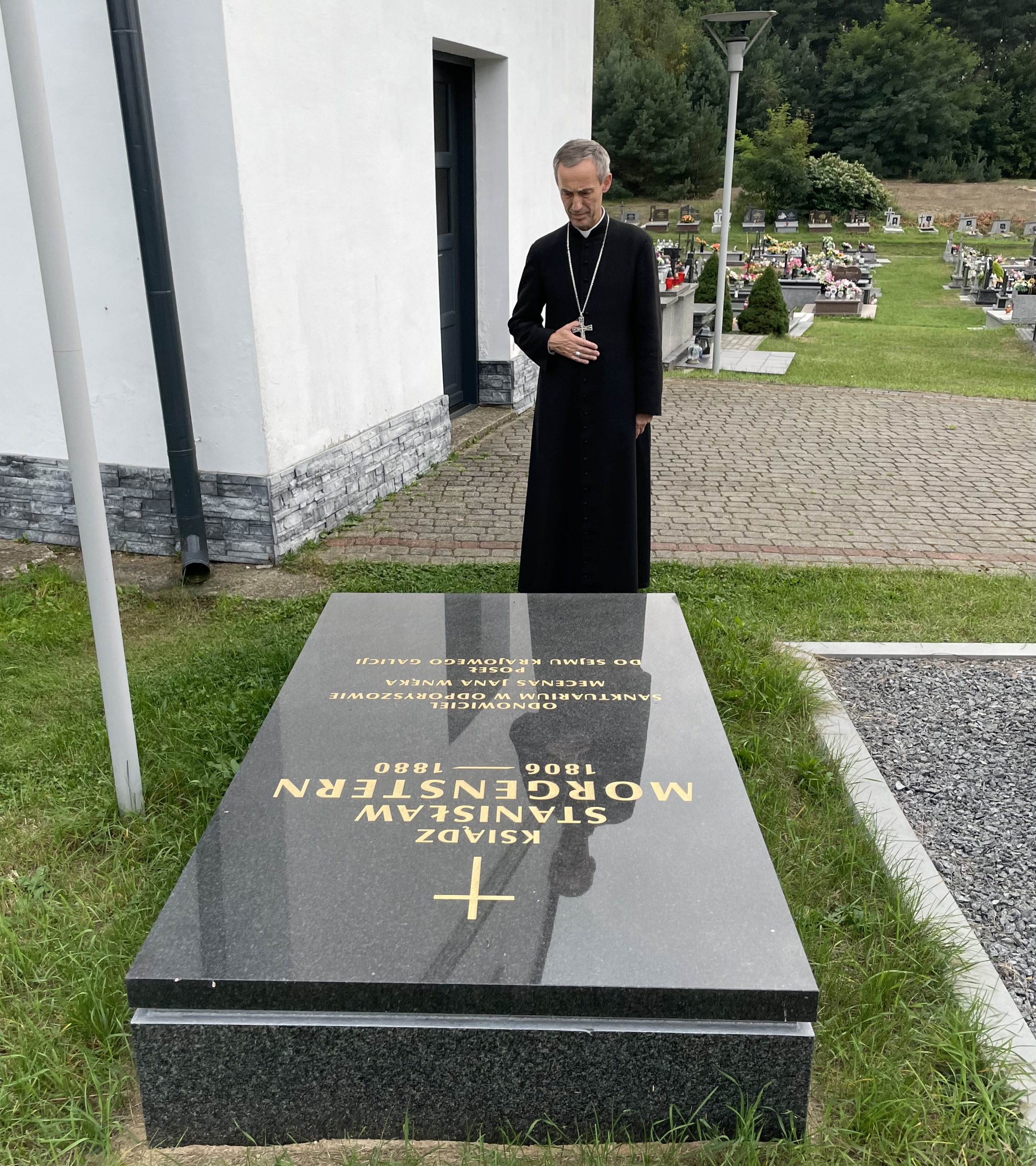
Biskup Stanisław Salaterski przy grobie ks. Stanisława Morgensterna